# Stronger (Agnes)
| Recensione           | Giudizio |
| -------------------- | -------- |
| Aftonbladet          |          |
| Expressen            |          |
| Helsingborgs dagblad |          |
| Kristianstadsbladet  |          |
| Svenska Dagbladet    |          |

Stronger è il secondo album della cantante svedese Agnes, pubblicato l'11 ottobre 2006 dall'etichetta discografica Columbia.

## Tracce[6]
CD (Ariola 88697019572 (Sony BMG) / EAN 0886970195720)
1. I Believe in You - 3:32 (J. Ekhé, U. Lindström)
2. Top of the World - 3:12 (A. Birgisson, S. Kotecha, E. Mughal)
3. Somewhere Down the Road - 4:05 (T. Snow, C. Weil)
4. I Had a Feeling - 3:17 (A. Birgisson, J. Elofsson)
5. Kick Back Relax - 3:00 (J. Elofsson)
6. Champion - 3:30 (E. Olsson, C.A. Richardson)
7. Love Is All Around - 3:26 (F. Thomander, A. Wikström)
8. What Do I Do with All This Love - 4:30 (J. Elofsson, D. Hill)
9. My Boy - 3:21 (A. Carlsson, J. Ekhé, U. Lindström)
10. (Baby) I Want You Gone - 3:38 (P. Magnusson, E.Olsson, J. Ramström, C.A. Richardson)
11. Everybody Knows - 3:21 (A. Carlsson, J.Björklund, J.Morrison)

## Classifiche

### Album
| Classifica (2006) | Posizione raggiunta |
| ----------------- | ------------------- |
| Svezia            | 1                   |

### Singoli
| Anno | Titolo          | Miglior Posizione SWE |
| ---- | --------------- | --------------------- |
| 2006 | Kick Back Relax | 2                     |
| 2006 | Champion        | 19                    |

## Date di Pubblicazione
| Nazione     | Data              | Formato              | Etichetta |
| ----------- | ----------------- | -------------------- | --------- |
| Norvegia    | 11 ottobre 2006   | CD, Digital Download | RCA       |
| Svezia      | 11 ottobre 2006   | CD, Digital Download | Columbia  |
| Germania    | 26 maggio 2008    | CD, Digital Download | Columbia  |
| Regno Unito | 16 settembre 2008 | CD, Digital Download | Ariola    |
| Stati Uniti | 16 settembre 2008 | CD, Digital Download | Sony BMG  |
| Italia      | 2008              | CD, Digital Download | Ariola    |